# Colós doble d'Amenofis III i Tiy
El Colós doble d'Amenofis III i Tiy és una estàtua de grup monolítica del faraó egipci Amenofis III de la Dinastia XVIII, la seua Gran esposa reial Tiy, i tres de les seues filles. És el colós doble més gran trobat fins ara. L'estàtua es trobava al Temple de Medinet Habu, a Tebes; hui és la peça central de la sala principal del Museu Egipci del Caire.

## Descripció
L'escultura està tallada en calcària, policroma en origen; té una amplària de 4,4 m i una alçada de 7 m. Els ulls ametlats i les celles corbes són típics de l'estil de finals de la Dinastia XVIII. Amenofis III duu el tocat nemes amb l'ureu, la falsa barba i el faldellí cerimonial shenti; les mans li descansen damunt els genolls. La reina Tiy està asseguda a la seua esquerra, amb el braç dret al voltant de la cintura del marit. L'estatura és igual a la del faraó, no menor com era la norma, i això suggereix el seu prominent estatus. Duu el vestit cenyit fins als turmells i una perruca pesada amb el tocat del voltor, modius, i ureu doble. La cobra i el voltor de l'adorn estan coronats, la cobra de la dreta porta la corona blanca de l'Alt Egipte, i el voltor de l'esquerra duu la corona vermella del Baix Egipte.
Les tres estàtues més petites que no els arriben ni als genolls són tres filles seues. La princesa Henuttaneb és entre sos pares, apareix com a dona adulta, amb el vestit llarg i cenyit i la perruca llarga amb modius i dues plomes, però sense ureus (aquesta és l'única diferència entre el seu tocat i el de sa mare). Al costat d'Amenofis hi ha la figura danyada d'una filla més jove, Nebetah, mentre que al costat de Tiy hi ha la figura encara més danyada d'una altra princesa, el nom de la qual s'ha perdut. Aquesta obra conté una de les úniques dues estàtues conegudes d'Henuttaneb, i l'única de Nebetah.(2)
L'estàtua degué ser tallada al voltant del primer festival Heb Sed d'Amenofis III. Arielle Kozloff escriu que l'edat de les filles en el monument, especialment la d'Henuttaneb, i l'estil de la perruca de la reina Tiy, que estava "en la fase més desenvolupada, quasi amortallant-li la cara" suggereix que l'estàtua es feu durant la tercera dècada del regnat del rei. És possible que la calcària de bona qualitat emprada s'extragués de l'excavació del pati obert de la TT192 –una tomba enorme que pertanyia a Kheruef, administrador de la reina, treball començat en aquells dies.
La filla major de la parella reial, Sitamon, és absent del grup, segurament perquè havia estat elevada a gran esposa reial l'any 30 del regnat d'Amenofis III. Henuttaneb n'era la segona o tercera filla, nascuda poc abans o després d'Iset, que seria reina l'any 34. Henuttaneb no és pas esmentada enlloc com a reina, però en aquest colós se la descriu com "la companya d'Horus, que és al seu cor". Açò és l'únic cas en què el títol de reina és donat a una princesa, i el seu nom s'escriu a voltes en un cartutx, cosa que pot indicar que fou reina com Sitamon i Iset. La tercera princesa del grup, el nom de la qual està destruït, s'identifica a vegades com a Iset, però Amenofis podria haver tingut fins a setze filles, i no totes es coneixen.

## Història

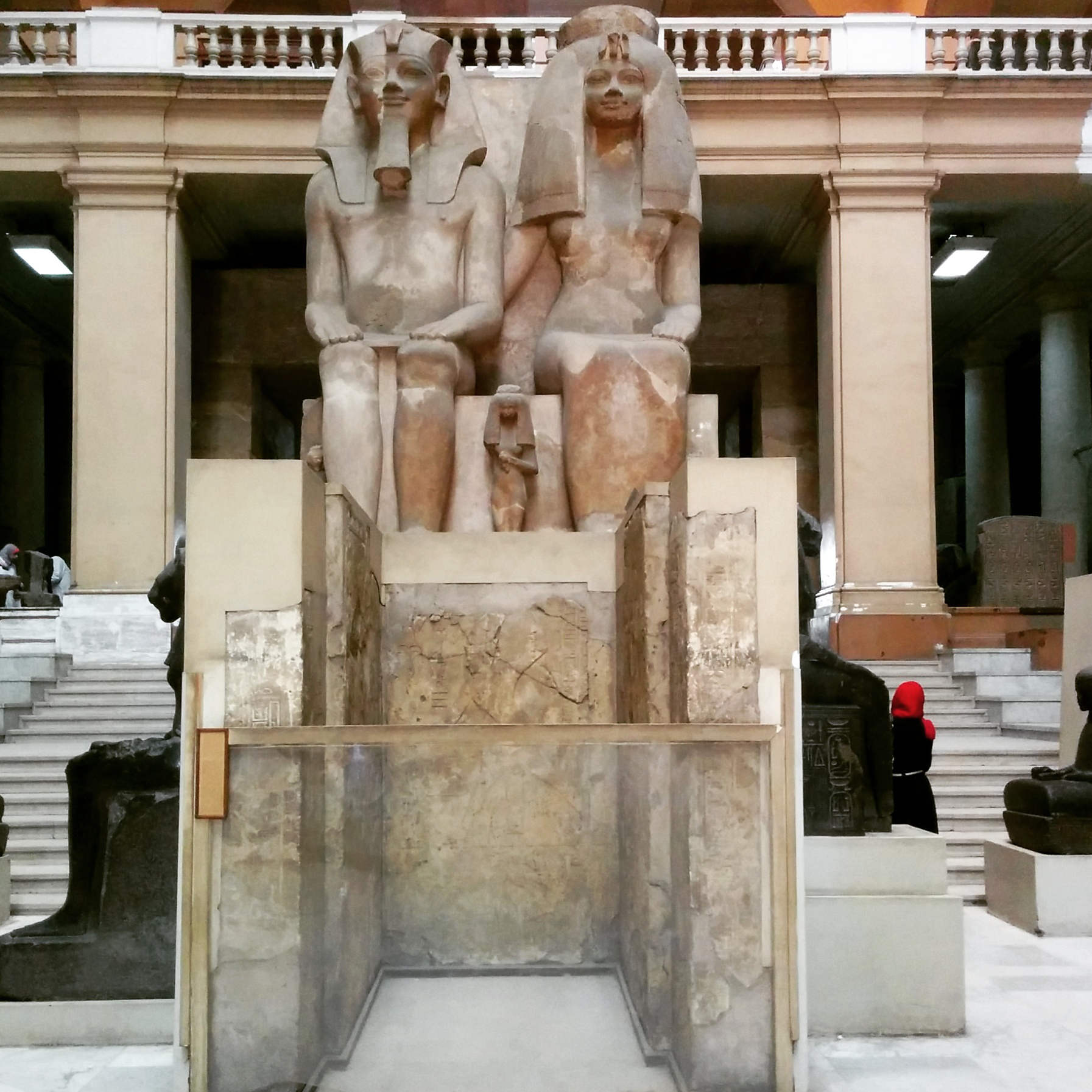
L'estàtua en el museu

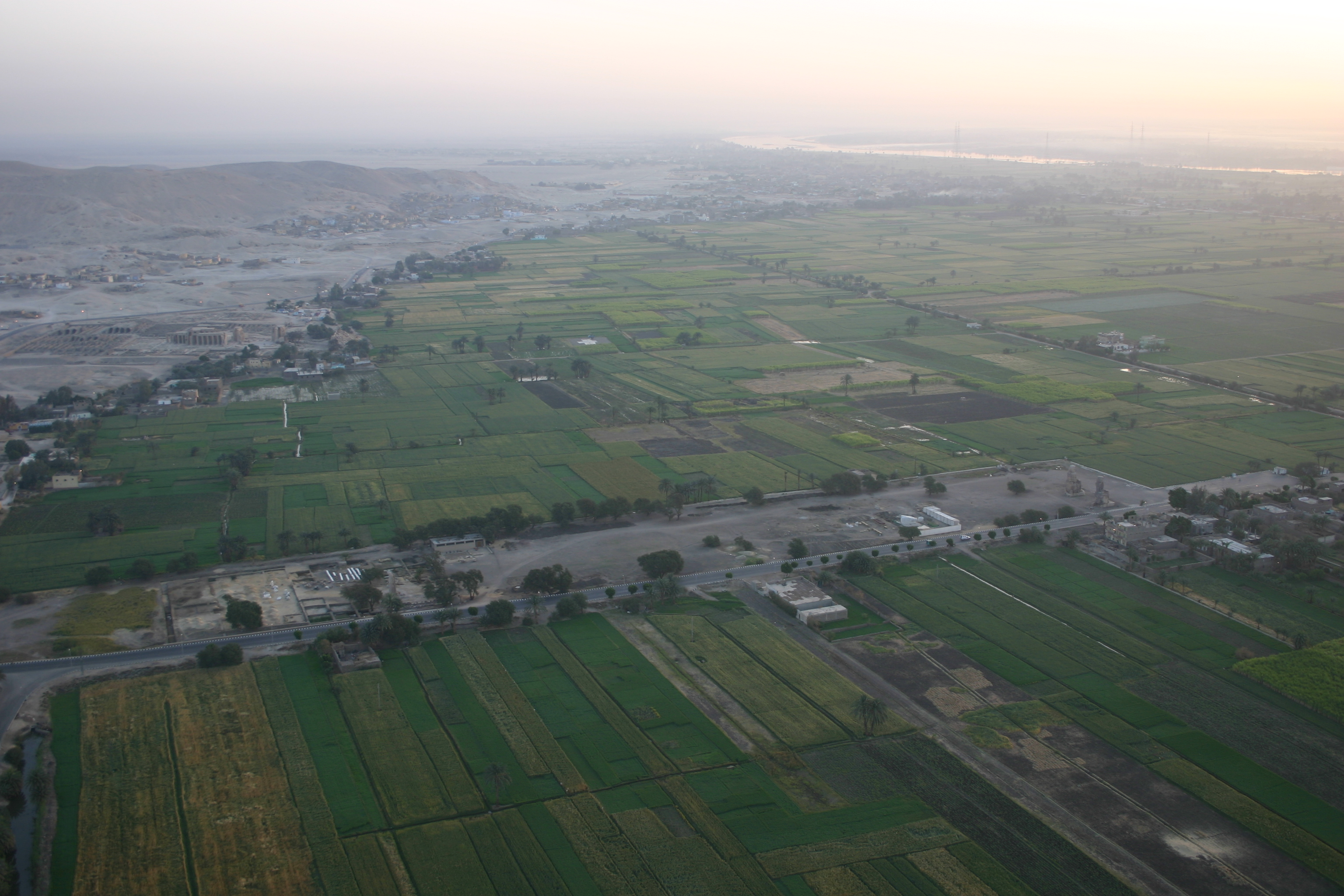
Ubicació original

L'estàtua era al Temple funerari d'Amenofis III, del qual a penes queden restes, però que fou el major conjunt funerari alçat a Tebes, superant en dimensions fins i tot el gran Temple de Karnak. Però com va ser construït massa a prop de la riba i en terreny inundable, menys de dos-cents anys després ja estava abandonat i en ruïnes i la majoria de les pedres les reutilitzaren els faraons posteriors per a les seues construccions. El lloc on l'estàtua es va trobar devia ser la porta sud del complex funerari, perquè estava tan lluny del temple com els Colossos de Mèmnon de la porta est. Una altra possibilitat és que el colós fos usurpat per Ramsés III quan va agafar blocs del Temple funerari d'Amenofis per a construir-ne el seu propi a Medinet Habu, tot i que els noms originals no van ser esborrats. L'estàtua fou descoberta a la fi del segle xix trossejada. El 1897 els fragments els traslladà Georges Daressy a l'esplanada del petit Temple d'Amon de Medinet Habu; més tard els dugueren al Caire i els reajuntaren per a la inauguració del Museu Egipci al 1902.
Un cap de 27,6 cm, de pedra calcària, trobat en una col·lecció privada, va resultar ser el cap de la princesa Nebetah i part d'aquesta estàtua: duu una perruca redona i modius; i encara s'hi poden veure rastres de la trena de la joventut. Té els mateixos ulls ametlats, línies cosmètiques al contorn i celles corbes com les altres figures del grup. El cap podria haver estat llevat a propòsit del grup d'estàtues, tal vegada en el període medieval, i restà exposat en terra durant prou de temps, ja que està en pitjors condicions que la resta de l'estàtua; i fou trobada abans del trasllat del 1897 de la resta d'estàtues. Pertanyia a una col·lecció privada francesa a principis del segle xx i la van mostrar com a part de la col·lecció W. Arnold Meijer a Amsterdam el 2005-2006 i fou venut per 206.500 dòlars el 2008. Una còpia exacta del cap s'hi va afegir al conjunt del Caire.(8)
El 2011, se'n van descobrir nous fragments en una excavació de rescat de possibles peces abans de la instal·lació d'un nou sistema de clavegueram a la riba occidental de Luxor. Se'n reconstruïren per a formar sis parts desaparegudes de l'obra, incloent-hi part del tocat, el pit i la cama dreta del rei, part de la perruca, el braç esquerre, la mà, els dits i la cama de la reina, i part de la base de l'estàtua, amb un presoner nubi. Pel fet que els bocins no tenien inscripcions, foren difícils de datar, però Amenofis III fou l'únic faraó de la Dinastia XVIII que feu estàtues colossals d'aquesta mesura, de fet, el primer sobirà a representar-se en estàtues gegants de més de cinc metres, cosa que després imitaran els successors, i només se'n trobaren al seu temple i a Medinet Habu, i això ajudà a aparellar les peces amb el colós del Museu del Caire. Amb les noves parts afegides, l'estàtua està completa en un 70%.